# Jean, the Matchmaker
Jean, the Matchmaker è un cortometraggio muto del 1910 diretto da Laurence Trimble (con il nome Larry Trimble), che ha tra i suoi protagonisti Jean, la Border Collie che apparteneva al regista e che diventò negli anni dieci una delle prime star canine dello schermo.

## Trama

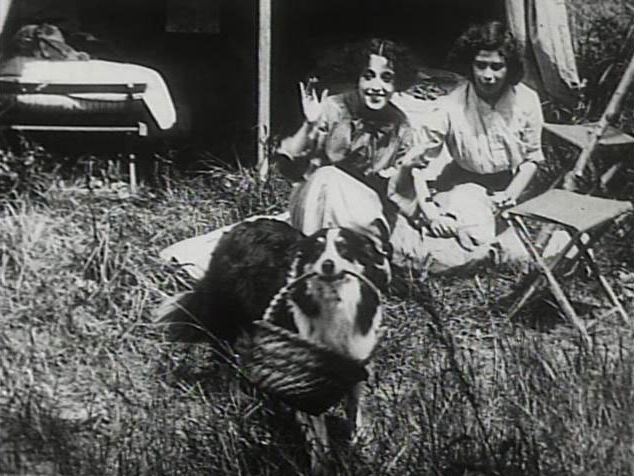
Jean, the Dog, Florence Turner e Mary Fuller

Due ragazze si prendono una vacanza dal lavoro e scelgono una bella campagna dove piantare la tenda, vicino a uno splendido lago. Due giovani del posto, che vivono lì vicino insieme alla madre vedova, si trovano per caso davanti alle due sconosciute: imbarazzati, tornano verso casa dove raccontano alla madre dell'incontro fortuito. La donna, allora, prepara delle ciambelle calde che invia alle ragazze tramite la fedele cagna di casa, l'intelligente Jean. La sorpresa delle due giovani è grande, ignare come sono di chi possa essere il mittente di quel dolce regalo. I due contadini, Jim e Joe, riprovano a contattare le ragazze, ma, ogni volta che le incontrano, sono sempre più timidi, con divertimento delle due che, da ragazze di città, sono molto più sveglie e meno inibite. I giovani contadini però continuano a usare Jean come messaggero d'amore, mandando tramite lei piccoli omaggi e segni di amicizia, senza però mai avere il coraggio di parlare con le loro belle. Le ragazze, decise a scoprire dove abitano i loro ammiratori, si mettono in caccia. Ma l'incontro con una mucca provoca il loro (finto) spavento. Alle loro grida di aiuto accorrono i due ragazzi che le consolano e le aiutano. Le due, allora, raccontano che volevano sapere di chi fosse quel cane che porta sempre i dolcetti. Jim e Joe le invitano a casa loro dove le due sono accolte dalla madre che, ben presto si rende conto che i figli ormai sono innamorati. Mentre i quattro ragazzi, dopo aver cenato insieme, escono a fare una passeggiata sotto le stelle, la madre resta in casa da sola con Jean, l'ignara sensale di matrimoni.

## Produzione
Il film fu prodotto dalla Vitagraph Company of America.

## Distribuzione
Distribuito dalla General Film Company, il film - un cortometraggio in una bobina - uscì nelle sale cinematografiche statunitensi il 20 settembre 1910.